# Damir Krupalija
Damir Krupalija est un joueur professionnel bosnien de basket-ball né le 13 juin 1979 à Sarajevo. Il évolue au poste d'ailier fort.

## Biographie
Krupalija et sa famille quittent la Bosnie-Herzégovine en guerre en 1992 pour la République tchèque. Damir part à Rockford dans l'Illinois (États-Unis) en 1995, rejoint par ses parents en 1996. En 1998, Krupalija est sélectionné dans la meilleure équipe de lycéens de l'État par le Chicago Tribune et Associated Press. En 2003, il est nommé dans la meilleure équipe des 25 dernières années du tournoi des vacances (Holiday Classic All-Quarter Century Team).
Krupalija joue dans le club universitaire des Illinois Fighting Illini de l'université de l'Illinois entre 1998 et 2002. Il est souvent blessé et n'est que remplaçant, mais ses qualités au rebond sont reconnues. Lors de la saison 2001-2002, il est élu meilleur joueur du Las Vegas Invitational Tournament. Il n'est pas choisi lors de la draft 2002 et revient jouer en Europe, pour l'Anwil Włocławek, en Pologne avec lequel il remporte le championnat en 2003. Il participe ensuite au championnat d'Europe 2003 avec la sélection nationale bosnienne, laquelle finit à la 15e place (sur 16).
Lors de la saison 2010-2011, il est l'un des meilleurs rebondeurs du championnat de France et l'un des meilleurs ailiers forts de la ligue. Lors de la saison 2011-2012, il ne joue que 6 matchs avec Hyères, qui rencontre de gros problèmes financiers, avant de partir pour le CBD Bilbao qui évolue en Liga ACB, la première division espagnole. Il y reste 1 mois et demi.
En mars 2014, Krupalija revient au Spirou et en juin 2014, il signe pour un an au SLUC Nancy Basket.